# Пилявка
Пилявка (укр. Пилявка) — село в Хмельницком районе Хмельницкой области Украины.
Население по переписи 2001 года составляло 585 человек. Почтовый индекс — 31420. Телефонный код — 3850. Занимает площадь 2,347 км². Код КОАТУУ — 6824486001.

## Местная власть
31400, Хмельницкая обл., Хмельницкий р-н, пгт Старая Синява